# Vilsalpsee
Vilsalpsee är en sjö i Österrike.   Den ligger i förbundslandet Tyrolen, i den västra delen av landet, 400 km väster om huvudstaden Wien. Vilsalpsee ligger 1 165 meter över havet. Den högsta punkten i närheten är Gaishorn, 2 247 meter över havet, väster om Vilsalpsee.
I omgivningarna runt Vilsalpsee växer i huvudsak blandskog. Runt Vilsalpsee är det ganska glesbefolkat, med 26 invånare per kvadratkilometer.